# Thukpa
La thukpa (tibétain : ཐུག་པ ; Aide:Alphabet phonétique international : /tʰu(k̚)ˀ˥˥.pə˥˥/) est une soupe de nouilles tibétaine, originaire de l'est du Tibet. L'amdo thukpa (et particulièrement la thenthuk (en)) en est une célèbre variation parmi les Tibétains et les Himalayens du Népal. Le plat est aussi consommé dans le Sikkim, le Darjeeling, l'Arunachal Pradesh, le Ladakh, l'Himachal Pradesh à Kalimpong.

## Variantes
- thenthuk (en) (tibétain : འཐེན་ཐུག་ ; translittération Wylie : then thug)
- Gyathuk (tibétain : རྒྱ་ཐུག་ ; translittération Wylie : rgya thug)
- Nepali (népalais : थुक्पा
- Pathug (tibétain : བག་ཐུག་ ; translittération Wylie : bag thug)
- Drethug (tibétain : འབྲས་ཐུག་ ; translittération Wylie : bras thug)

## Galerie

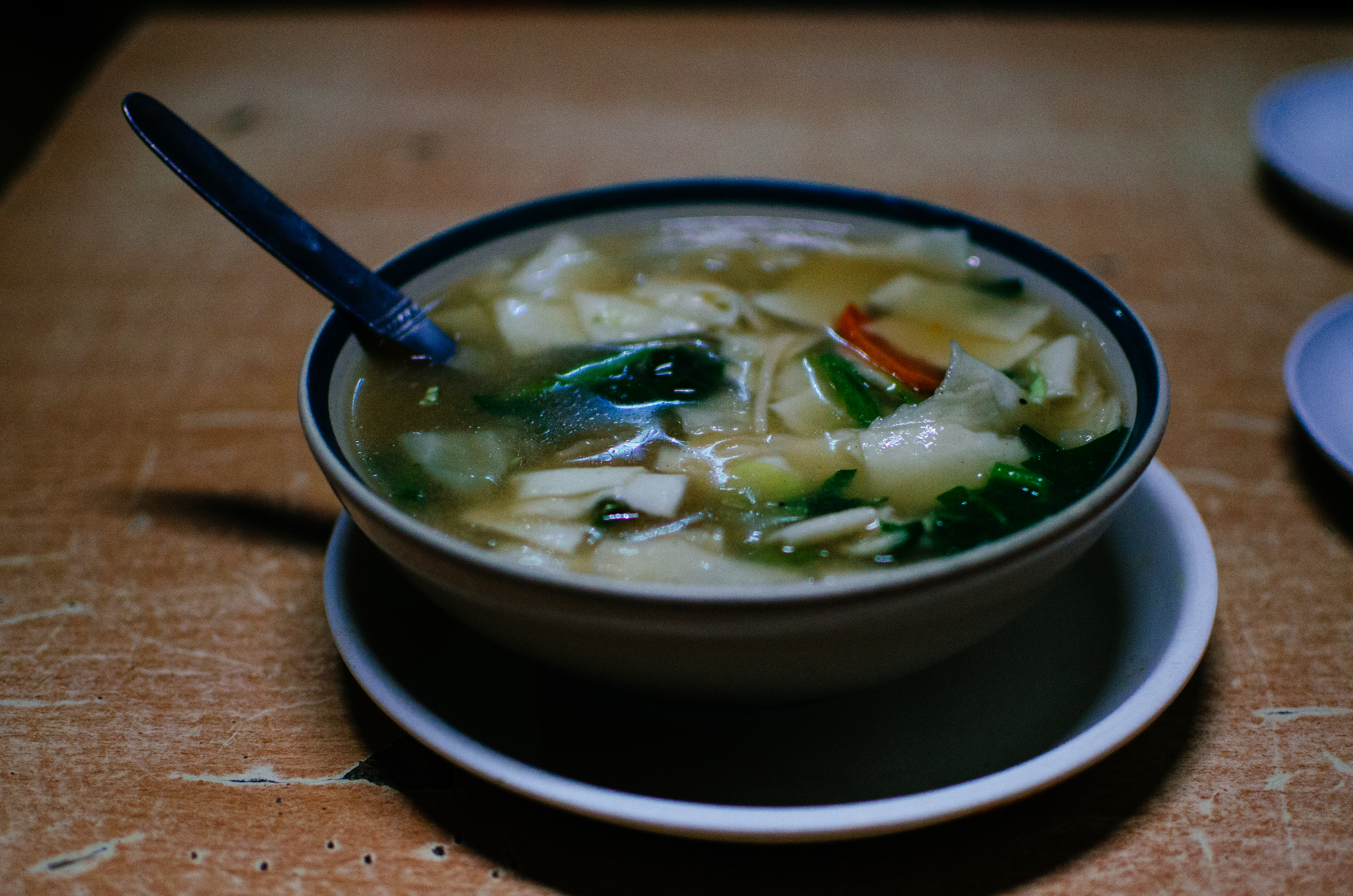
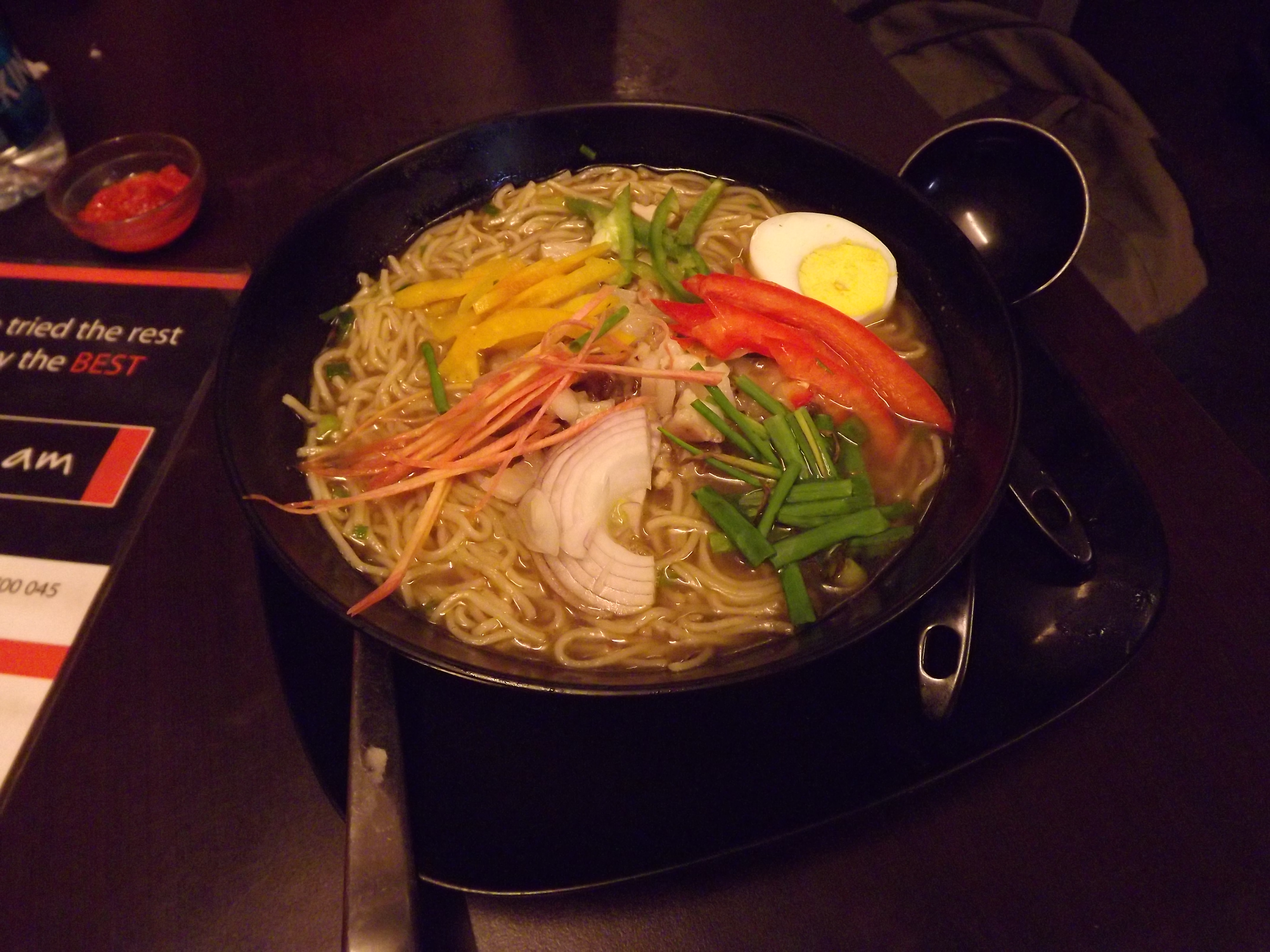
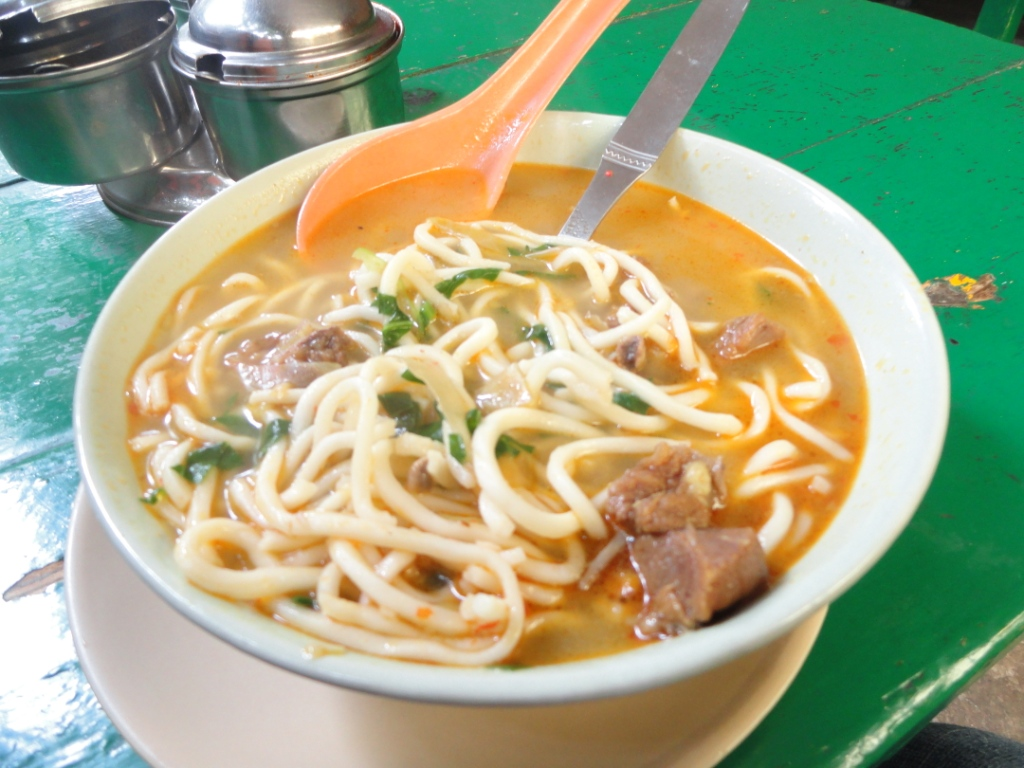
Agneau et nouilles, une thukpa de l'Himachal Pradesh.
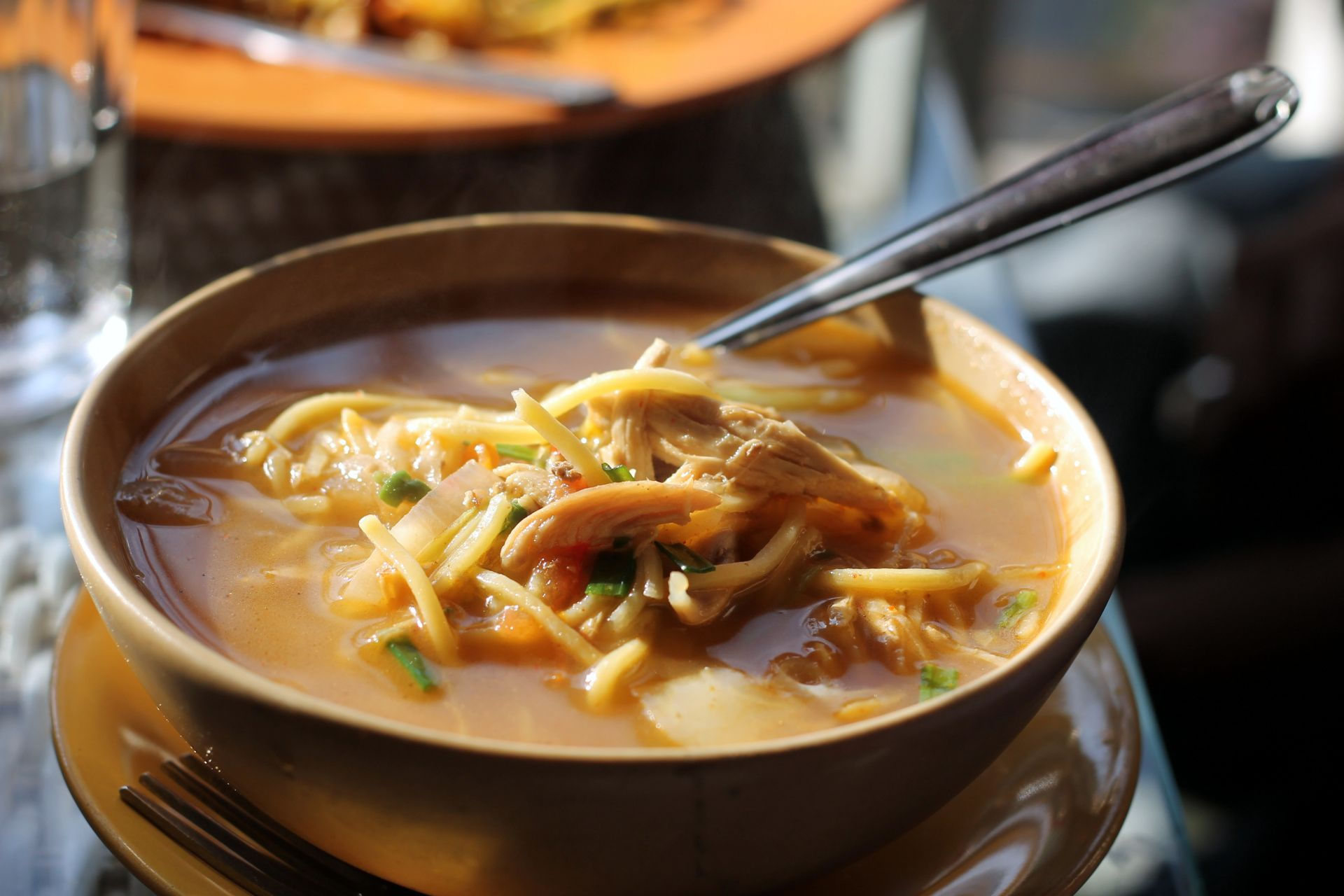
Thukpa du Sikkim.